# 义和街道
义和街道，是中华人民共和国重庆市涪陵区下辖的一个乡镇级行政单位。原为义和镇，2021年7月7日撤镇设街道。

## 行政区划
义和街道下辖以下地区：
宏义社区、建新社区、镇安社区、大柏社区、华东村、松柏村、机房村、高峰村、鸭子村、朱砂村、石岭村、庄子村、临江村、黄草村、石堡村和红春村。